# آندره‌آ کوسو
آندره‌آ کوسو (ایتالیایی: Andrea Cossu؛ زاده ۱۰ ژوئن ۱۹۸۶) بازیکن فوتبال پیشین اهل ایتالیا است که در سال ۲۰۱۰ میلادی عضو تیم ملی فوتبال ایتالیا بوده و در ۲ بازی ملی حضور داشته‌است. او در بازی‌های ملی‌اش گلی به ثمر نرساند.